# Шальбург, Христиан Фредерик фон
Константи́н Фёдорович Ша́льбург или Кристиа́н Фре́дерик фон Ша́льбург (дат. Christian Frederik von Schalburg; 15 апреля 1906, Змеиногорск — 2 июня 1942, у Бяково, Старорусский район, Новгородская область) — российский эмигрант, датский офицер и впоследствии коллаборационист, командующий Добровольческим корпусом СС «Данмарк».

## Биография
Кристиан Шальбург родился 15 апреля 1906 в городе Змеиногорск, сын датского аристократа и предпринимателя, женатого на русской. Его мать, Елена Старицкая-Семеновская, принадлежала к русскому дворянству, сам Кристиан был крещён в православии и получил имя Константин. Младшая сестра Кристиана — разведчица Вера Шальбург. В возрасте 11 лет поступил в кадетский корпус. В 1915 году Шальбург был представлен царю Николаю II. События Февральской революции, последовавший хаос на улицах и распад знакомого мира на всю жизнь запомнились Шальбургу. Окна дома выходили прямо на Окружной суд на Литейном проспекте, и Шальбурги со страхом наблюдали, как огонь бушевал в подожжённом здании. Шальбурги отсиживались в сыром подвале, питаясь заплесневелым хлебом и гнилой картошкой. В один из дней над матерью 11-летнего Константина надругались; произошло это якобы на глазах сына. Семья не смогла вывезти из России ни ценностей, ни нажитого, и ближе к концу лета 1917 года они просто бежали в Данию, потеряв всё нажитое.
В Дании его семья жила в крайней нужде. Шальбург вынужден был «с нуля» учить датский язык. Он пытался пробовать себя на поприще медицины, что обещало стабильную карьеру в будущем. Однако весной 1925 года он избрал карьеру профессионального военного, которая тоже задалась не сразу. В училище Шальбург отлынивал и лишь позже исправил своё поведение, до такой степени, что стал офицером в Датской Королевской Лейб-гвардии. Современникам он запомнился как популярный и харизматичный офицер, в то же время отличавшийся фанатичным антисемитизмом и отсутствием дипломатического такта. Несмотря на подобные крайне непопулярные в Дании взгляды, он смог обрасти связями в высшем обществе. Шальбург сдружился с датским королевским домом; его близкими друзьями стали Романовы. Великая княгиня Ольга была его крестной, а ее сыновья Гурий и Тихон служили в Лейб-гвардии. Был активным прихожинаном Храма Александра Невского, в середине 1930-х был избран приходским старостой. Общался Шальбург и с генерал-майором, бывшим военным агентом в Дании Сергеем Николаевичем Потоцким. Лишь к концу 1930-х годов Шальбург вступил в Датскую национал-социалистическую партию (DNSAP), где однако очень скоро возглавил молодёжное крыло нацистов — НСУ. Молодые датские нацисты практически боготворили нового руководителя, который даже написал гимн НСУ «За нами следует невидимая рать», переделав свои стихи, написанные во время службы в Лейб-гвардии.
Когда началась советско-финляндская война 1939 года, Шальбург оставил службу и записался добровольцем на войну против СССР. Воевать против РККА ему не пришлось. Оккупация Дании немцами стала для него шоком и крушением знакомого порядка вещей. Находясь в Финляндии, он хотел пробраться назад и воевать против немцев. Летом 1940 года датские добровольцы, и среди них раздосадованный Шальбург, вернулись в Данию. Пережив глубокий личный кризис, Шальбург решил уехать в Германию, где вступил в войска СС и был зачислен в полк СС «Германия», который в 1941 году был включён в состав дивизии СС «Викинг».
Период до начала войны против СССР был для него в немалой степени периодом полного одиночества и очередного слома социального круга. Осенью 1940 немецкая военная комиссия достаточно высоко оценила его командирские способности, однако из-за плохого владения немецким языком ему не дали руководить ротой. Языковые ограничения вели и к психологическому отчуждению и невозможности найти новых друзей. Шальбург активно пытался объяснить своим оставшимся в Дании сослуживцам, что он не предал корону, и что борьба с большевизмом важнее всех иных расхождений. Понимания его линия не вызывала. В сентябре 1940 в служебной автобиографии он отметил: «Каждый из нас должен был умереть за императора, и то, что император убит, а мы все еще живы — это великий стыд и позор, и эту вину можно искупить только гибелью или победой над его убийцами».
С первых дней участвовал во вторжении в СССР. Уже в конце лета 1941 фон Шальбург был награждён Железным крестом II-го, а вскоре и I-го класса. 9 ноября 1941 года он получил звание штурмбаннфюрера СС. На Восточном фронте его постигло тяжёлое разочарование в собственных взглядах относительно будущего России и русского народа. Вступив в войска СС, он потерял почти всех датских друзей и коллег; фактически из близких друзей только Великая княгиня Ольга не отвернулась от него. Её сыновья Гурий и Тихон ответили отказом на предложение Шальбурга вступить в войска СС, что лишь ухудшило его личный пессимизм.
За зиму 1942 года Шальбург, пользовавшийся личным расположением Генриха Гиммлера, смог победить в аппаратной борьбе и был назначен командиром Добровольческого корпуса СС «Данмарк». В конце февраля 1942 Гиммлер представил Шальбурга Адольфу Гитлеру. После нескольких месяцев подготовки, в мае 1942 года датский батальон был переброшен в Демянский котёл и стал частью усиления для 3-й дивизии СС «Тотенкопф».

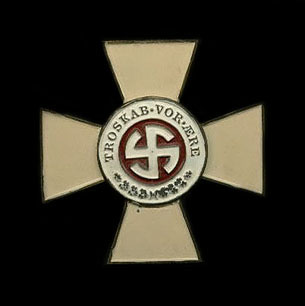
Крест Шальбурга (награда корпуса «Шальбург»)

Погиб в бою 2 июня 1942 года во время захлебнувшейся атаки датских эсэсовцев на советский плацдарм.
В тот же день он был похоронен в селе Бяково близ Демянска, после чего 3 июня по личному указу Гиммлера был произведён в звание оберштурмбаннфюрера СС. Перезахоронен на немецком воинском кладбище в д. Корпово Демянского района (блок 30).
Фамилия стала нарицательной в худшем смысле уже в 1943 году, когда в честь Шальбурга был создан и назван добровольческий корпус СС. В «отместку» за акции Сопротивления члены корпуса «Шальбург» устраивали массовые убийства датчан и проводили политику террора. Эти контр-акции немцев и датских коллаборантов, называемые «контрсаботаж», датчане исказили до «шальбургтаж». В послевоенной памяти датчан фамилия Шальбург стала означать предательство короны и измену государству; в Норвегии схожее значение осталось за фамилией Видкуна Квислинга. Единственную на сегодняшний день, самую подробную биографию Шальбурга выпустил датский историк Миккель Киркебэк в 2008 году. Выход книги вызвал скандал, а сама работа была номинирована на несколько национальных премий. Перевод книги на русский язык вышел в 2022 году.